# STS-85
STS-85 var en flygning i det amerikanska rymdfärjeprogrammet med rymdfärjan Discovery. Den sköts upp från Pad 39B vid Kennedy Space Center i Florida den 7 augusti 1997. Efter nästan tolv dagar i omloppsbana runt jorden återinträdde rymdfärjan i jordens atmosfär och landade vid Kennedy Space Center.